# Historia de Mascaraque
Mascaraque es una población española de la provincia de Toledo en la comunidad de Castilla-La Mancha.
El origen de la ciudad se remonta a los tiempos de la dominación árabe, época en que se construyó el Castillo (siglo XIV) que fue luego propiedad del comunero Juan de Padilla, pasando después a los duques de Abrantes. Se utilizó para defender al pueblo frente a una incursión carlista en el siglo XIX. Está ubicado junto a la Iglesia Parroquial del siglo XVIII; es de planta rectangular con torres cilíndricas. Se conservan del edificio original la Torre de Homenaje y parte del lienzo norte, resto de otras tres torres redondas en las esquinas y un cuerpo cuadrangular hasta media altura.

## Origen estimado de la población
El origen de la población lo sitúan algunos autores en época de dominio musulmán. En los datos incluidos en el Catálogo Monumental del Conde del Cedillo, ya indica la presencia del topónimo Maskarake en las escrituras mozárabes toledanas de principios del siglo XIII (Apuntes sobre las escrituras mozárabes toledanas de Pons, n.º CXXIII y pp. 240).
Según el autor F. Jiménez de Gregorio, su denominación pudiera ser un diminutivo de la voz arábica masj “cambio de ser humano en animal y de ahí, maskara o mascara”. No sabemos si por alguna razón de costumbres de los habitantes del lugar en que se disfrazaban con pieles de animales para celebrar sus rituales o festejos, o que alguien encontró una “mascara” por el lugar de cuyo hallazgo se pudo derivar una anécdota que se hiciera popular, pueden ser algunas de las razones para que adoptaran el nombre “Mascaraque”
Otra de las hipótesis, quizás mucho más creíble, sea la de existir en Argelia un Departamento al noroeste del país con el nombre de “Mascara”, una especie de provincia cuya capital es una ciudad llamada también “Mascara” de unos cuarenta mil habitantes y situada a noventa y seis kilómetros de Orán. 
Si tenemos en cuenta el origen árabe del Castillo, podemos deducir que los musulmanes al asentarse en esta zona y fundar alrededor del castillo una población, adoptasen para ella y sus dominios el nombre de “Mascara” en recuerdo, honor o memoria de su pequeña patria argelina. También los españoles en sus conquistas por el “Nuevo Mundo” hacían lo propio en las ciudades que fundaban como: Medellín, Guadalajara, Cáceres, Madrid, Toledo entre otras muchas.
La última sílaba que completa el nombre de “Mascaraque”, o sea la “que” es la que encierra una cierta duda en su procedencia, sin embargo podemos hacer una comparación de esta circunstancia con las poblaciones de “Tembleque”, “Manzaneque”, y “Turleque”, todos ellos también de origen árabe, por lo que la sílaba final “que” pudiera tener un significado de identificación que los árabes usaban como “algo pequeño” o “poco importante”. Téngase en cuenta que algunos vocablos árabes tienen cierta raíz como “gua” y “al”. 
En las relaciones histórico-geográficas-estadísticas de Felipe II, se incluye la tradición oral existente acerca de la fundación de la población, fruto de la unión de los habitantes de los despoblados de Villa Silos y Villa Antigua, debido a la disputa por la dehesa donde en la actualidad se encuentra la población, disputa que promovió la orden Real de su traslado a ese terreno adehesado, denominándolo Mas Cara, dando de ese modo una explicación de la denominación de la población.
También existe otra versión más o menos parecida que dice: el emplazamiento actual era antiguamente una dehesa o prado, en medio de dos villas llamadas Villa Silos y Villa Antigua y en disputas locales en las que se litigaba si la dehesa era de un lugar o de otro, los vecinos cierto día “se dieron de lanzadas” y murió tanta gente que se despoblaron los dos lugares, y los que quedaron acordaron que se poblara el nuevo lugar y que se llamase “Más Cara Que Nunca Fue Como Era Dehesa”, posteriormente Mascaraque, siglos XI y XII.

## Evolución cronológica de la villa de Mascaraque
- 1150 - Aparece la población en una donación de Alfonso VII identificada como aldea en la comarca de la Sisla, con el nombre de Villa Antigua o Villa Vieja, la cual, posteriormente se abandona como también el despoblado de Villa Silos.

- 1212 - Se nombra ya a la población como Mascaraque, situándola en la comarca de la Sisla y se describe como paraje repoblado por toledanos, ciudad de la que depende como aldea.

- A principios del siglo XVI - Durante la guerra de las Comunidades de Castilla, Mascaraque formó parte del bando de los Comuneros, al igual que su vecina Mora, en donde el 23 de abril de 1521 se produjo la terrible tragedia del incendio de la iglesia por el bando de los imperiales, y en la que perecieron encerradas más de 3.000 personas de todas clases, edades y sexos, aunque Mascaraque se libró de tal tragedia.

- 1535 - Se data la primera noticia de los libros de bautismos del archivo de la Iglesia. En el siglo XVI se documentan 226 familias, 8 moriscos de Granada y 55 vecinos de Toledo.

- 1575 - Mascaraque tiene 226 vecinos pecheros y 50 vecinos de Toledo que no pechan pero que viven de continuo en el lugar, más 8 moriscos de los del Reino de Granada. Entre los 50 herederos de Toledo hay 4 caballeros y 2 hijosdalgo. Entre los caballeros está D. Antonio de Padilla, dueño del Castillo.

- 1591 - Se cuentan 239 pobladores. Población, en su mayoría formada por labradores, azadoneros, podadores y artesanos. En las relaciones de Felipe II, se citan cuatro caballeros: Francisco de Rojas, Antonio de Padilla, Antonio de Córdoba, Román Gaitán de Ribera y dos hijosdalgos: Hernando de Guzmán y Rodrigo de Vibar, propietarios de los cinco mayorazgos existentes en la población. En ese siglo se tiene constancia de la existencia de las canteras de Las Marmoledas, descritas como “de buen material aunque difícil de explotar”.

- 1630 (existen otros datos que lo fechan en 1633 - La localidad se exime de Toledo, haciéndose Villa. En esa época se constata también en los documentos la existencia de población morisca procedente de Granada. Se expone como principal medio de subsistencia de la población la dedicación prioritaria a la agricultura del pan y del vino, incluyendo en la descripción los cultivos de trigo, cebada, garbanzos, centeno, avena, algarrobas… para lo cual se extrae el agua por medio de pozos y norias. Espartizales y retamares cubren unas 200 hectáreas, quedando para el cultivo agrícola unas 300 hectáreas en regadío, el secano unas 1800 hectáreas, 700 de viñedo y 1.400 de olivar que es lo más representativo de la agricultura de ese tiempo. En cuanto a la ganadería se reflejan 2.000 cabezas de ganado lanar.

- En el siglo XVIII - Fue importante Villa por su agricultura y ganadería, llegando a tener, en cuanto a industria, más de 100 telares para la fabricación de cintería de seda. En ese siglo se documenta la Iglesia dedicada a Santa María Magdalena y las ermitas dedicadas a Santa Cristina, a nuestra Señora de Gracia y a nuestra Señora del Carmen.

- En el siglo XIX  concretamente el 11 de agosto de 1809 - En plena guerra de la independencia, entre las localidades de Almonacid de Toledo y Mascaraque, se libró una importante batalla contra el ejército francés al mando de Sebastiani, Desolles y José I y las tropas españolas al mando del general Venegas. Mascaraque ayudó a las tropas del general español, pero la victoria de la llamada Batalla de Almonacid, fue para las tropas francesas. En esa batalla murieron por al bando español 4.000 hombres y 2.000 por el bando de los franceses. Como recuerdo de esta victoria, el nombre de Almonacid figura en el Arco del Triunfo de París. En esta guerra se quemó el archivo municipal de Mascaraque, por lo que se carece debido a su pérdida, de información anterior a esa fecha relativa a la población.

- Entre los años 1833 a 1840 - Durante la Primera Guerra Carlista Mascaraque tenía 170 casas, 260 vecinos, la iglesia parroquial de Santa María Magdalena, nueva casa del Ayuntamiento que data de 1821, nuevo cementerio que data de 1834 y dos ermitas que se llamaban De Los Cristos y Nuestra Señora de Gracia.

### No temieron
Durante la Primera Guerra Carlista (1833-1840) los vecinos fortificaron el Castillo para resistir a las partidas carlistas que ocuparon los pueblos inmediatos. La milicia de Mascaraque permaneció en el pueblo, a pesar de que otros se replegaron a Toledo. Por esta decisión y la de haber negado suministros a los carlistas, concedió el Gobierno que en la bandera y escudo del pueblo se estampase el lema “no temieron”, además de algunas cruces de distinción a algunos sujetos destacados.

## Acontecimientos destacados

### Llegada del ferrocarril
En el año 1879 se inauguró la línea de ferrocarril entre las estaciones de Algodor y Ciudad Real. La compañía se denominaba “Compañía de Ferrocarriles de M.Z.A (Madrid, Zaragoza y Alicante) y mantuvo esa denominación hasta el año 1941 en el que se fusionaron todas las compañías de ferrocarriles con el nombre de RENFE (Red Nacional de los Ferrocarriles Españoles).                                                                                                             
Se inauguraba esa línea y nuestro pueblo quedaba comunicado con toda España a través del ferrocarril. Un gran progreso y un prometedor futuro se presentaba a los mascaraqueños de aquella época, sin embargo y a la vista de los resultados después de más de 120 años, parece que los mascaraqueños sólo utilizaron el tren para marcharse en busca de un porvenir más halagüeño, de modo que no parece que el tren haya aportado demasiado al progreso de la localidad. 
Por la estación llegaron a pasar y parar “El Correo”, de noche hacía Badajoz y de mañana hacía Madrid. “El Rápido” a las 11 de la mañana hacía Badajoz y 12 hacía Madrid. “El Extraperlista” que pasaba a las 3 de la madrugada. “Los Mercancías” que principalmente recogían productos agrícolas, sobre todo remolacha. En la estación los oficios eran los de Jefe de Estación, Guarda agujas y Asentadores, además estaban los “guardabarreras” que prestaban servicio las 24 horas del día.

### Llegada de la luz eléctrica
La luz eléctrica no llegó a Mascaraque hasta los años veinte del siglo pasado. Obviamente no llegó ni el mismo día ni el mismo año a todos los hogares del pueblo, se fue contratando según las economías lo iban permitiendo, pero podría decirse que para 1928 casi todos los hogares de Mascaraque disponían de luz eléctrica en sus casas. 
El contrato de suministro lo realizada la compañía “A. Ratié y Herederos de J. Ratié” y la luz se recibía de la “Central Eléctrica de Aceca” en Villaseca de la Sagra. Los contratos podían realizarse a “Tanto Alzado” o “Por Contador”, aunque casi todos se realizaban a “Tanto Alzado”. Los precios dependían de las lámparas contratadas que abarcaban entre las 2,80 pesetas al mes por una lámpara de 16 bujías, 3,50 pesetas por una de 25 bujías y 7 pesetas por una de 50 bujías, aunque como pueden suponer, las lámparas de 50 bujías apenas eran contratadas. 
Las lámparas eran suministradas por la propia compañía de la luz a razón de 2 pesetas por lámpara y en el caso de contratos a “Tanto Alzado” las lámparas eran precintadas para evitar la manipulación.

### Llegada del primer tractor
Hasta la década de los años cincuenta del siglo XX todas las labores agrícolas en la localidad se desarrollaban con bueyes y mulas y la población llegó a tener su mayor número de habitantes: entre mil trescientos y mil quinientos.                                                                                                                           
En aquellos años se cosechaba todo tipo de cereales, se segaba con hoz, se trillaba en eras y se limpiaba con horquillos. No es de extrañar el auge de la población, pues se necesitaban muchos brazos para tanta labor. Los oficios más destacados en el mundo rural hasta esas fechas eran: Mayorales (encargados), Cuadreros (cuidar animales) y Gañanes (obreros de la casa). 
Todos ellos trabajaban a jornada completa, es decir de sol a sol, o mejor dicho, de noche a noche, porque la jornada comenzaba antes de salir el sol y acababa después de ponerse el sol. La contratación era “a secas”, los gañanes solían comer en el campo y su comida, la mayor de las veces, consistía en un guiso de patatas. Cobraran 9 pesetas diarias, aunque existían las Maquilas, que no eran otra cosa que pagos en especie y normalmente consistía en unos 13 kilos de harina por gañan. 
Esta situación se mantuvo exactamente hasta el año 1952 fecha en la que entró el primer tractor a Mascaraque adquirido por Doña Araceli Vallano. El tractor no tenía más que 25 caballos, pero suficientes para derribar una economía y un estilo de vida basados en la autosuficiencia y caracterizada por las penurias de la población.

### La diáspora de Mascaraque
Hasta los primeros años cincuenta del siglo XX la población de Mascaraque lograba sus máximas cotas de esplendor en número de población y de pujanza económica. En esas fechas Mascaraque tenía carpinteros, sastres, herradores, dos panaderos, dos taberneros, una tienda de todo tipo de géneros, farmacia, médico con servicios concertados a través de igualas, cuartel de la Guardia Civil con un cabo como comandante del puesto y de seis a siete números que atendían también a Villaminaya, dos peluqueros, varios maestros albañiles con unas tres cuadrillas, maestro y maestra para niños y niñas, orquesta, salón de baile en la Plaza de los Mozos, cine los domingos en la Calle de La Paloma, estanco, servicio de taxis. 
A partir de esas fechas una lenta pero inexorable diáspora se apoderó de Mascaraque. Los jóvenes comenzaron a emigrar hacía Madrid en busca de un trabajo y de un mejor jornal y condiciones laborales en alguna de las muchas fábricas que por aquel entonces florecían por los alrededores de las grandes ciudades. El lugar preferido fue Getafe y el goteo podría decirse que aún no ha cesado, porque actualmente los que se van de Mascaraque son los hijos a estudiar a otras localidades, y en cuanto terminan sus estudios y están listos para integrarse en el mundo laboral raramente sopesan la posibilidad de Mascaraque.
Actualmente nuevas familias procedentes de diferentes lugares de España comienzan a instalarse en el municipio.